# Admir Smajić
Admir Smajić  est un footballeur bosnien né le 7 septembre 1963 à Bijeljina. Il évoluait au poste de défenseur.

## Biographie

### En club
Admir Smajić évolue en Yougoslavie puis en Suisse. Il joue en faveur du Partizan Belgrade, puis du Neuchâtel Xamax et du FC Bâle, avant de terminer sa carrière avec les BSC Young Boys.
Il dispute au cours de sa carrière 194 matchs en première division yougoslave, inscrivant neuf buts, et 236 matchs au sein des championnats suisses, marquant 29 buts. Il réalise sa meilleure performance lors de la saison 1993-1994, où il marque huit buts en deuxième division suisse avec le FC Bâle.
Il remporte trois titres de champion de Yougoslavie, en 1983, 1986 et en 1987 avec le Partizan Belgrade.
Admir Smajić  joue également huit matchs en Ligue des champions, et douze matchs en Coupe de l'UEFA.

### En équipe nationale
Avec les espoirs, il dispute les quarts puis les demi-finales du championnat d'Europe espoirs 1984. Il joue à cet effet contre l'Écosse, puis contre l'Espagne. Il inscrit un but contre les espoirs écossais. 
Il participe ensuite aux Jeux olympiques d'été de 1984 avec la sélection olympique, qui se classera troisième du tournoi. Il joue trois matchs lors du tournoi olympique, contre le Cameroun, le Canada, et l'Irak.
International yougoslave, il reçoit cinq sélections en équipe de Yougoslavie en 1987. 
Son premier match a lieu le 25 mars 1987 contre l'Autriche (victoire 4-0) en amical. Il joue son dernier match avec la Yougoslavie le 16 décembre 1987 contre la Turquie (victoire 2-3), dans le cadre des qualifications pour l'Euro 1988,.
Après l'indépendance de la Bosnie-Herzégovine, il joue deux matchs avec l'équipe de Bosnie-Herzégovine contre la Grèce (défaite 3-0) et la Croatie (défaite 1-4) dans le cadre des qualifications pour la Coupe du monde 1998.

### Parcours d'entraîneur
Après avoir raccroché les crampons, il entraîne plusieurs clubs en Suisse : les BSC Young Boys, Yverdon-Sport, et le FC Sion.
Il est également de l'été 1999 jusqu'à février 2002 le sélectionneur de l'équipe de Bosnie-Herzégovine espoirs, avant de devenir entraîneur adjoint de l'équipe de Bosnie-Herzégovine  de 2002 à 2003

## Carrière

### Joueur
- 1979-1988 :  Partizan Belgrade
- 1988-1993 :  Neuchâtel Xamax
- 1993-1997 :  FC Bâle
- 1997-1999 :  BSC Young Boys

### Entraîneur
- 1998-1999 :  BSC Young Boys
- 2003-2004 :  Yverdon-Sport FC
- 2004 :  FC Sion
- 2014 :  FC Sion

## Palmarès
Avec le Partizan Belgrade :
- Champion de Yougoslavie en 1983, 1986 et 1987.

Avec la Yougoslavie :
- Médaillé de bronze aux Jeux olympiques d'été de 1984.